# Un dimanche comme les autres
Pour les articles homonymes, voir Sunday Bloody Sunday (homonymie).
Pour plus de détails, voir Fiche technique et Distribution.
Un dimanche comme les autres (Sunday Bloody Sunday) est un film britannique réalisé par John Schlesinger, sorti en 1971.

## Synopsis
Bob Elkin, un sculpteur, est au cœur d'un ménage à trois bisexuel entre Daniel, un médecin juif new-yorkais et une jeune femme, Alex. Les deux amants se connaissent de vue mais préfèrent ne rien dire, par peur de perdre Bob.

## Fiche technique
Sauf indication contraire, les informations mentionnées dans cette section peuvent être confirmées par la base de données cinématographiques IMDb,  présente dans la section « Liens externes ».
- Titre original : Sunday Bloody Sunday
- Titre français : Un dimanche comme les autres
- Réalisation : John Schlesinger
- Scénario : Penelope Gilliatt et, non crédités, Ken Levison, John Schlesinger et David Sherwin
- Musique : Ron Geesin
- Photographie : Billy Williams
- Montage : Richard Marden
- Décors : Luciana Arrighi
- Costumes : Jocelyn Rickards
- Production : Joseph Janni 
  - Production associée : Edward Joseph
- Société de production : Vectia (Royaume-Uni)
- Pays de production :  Royaume-Uni
- Langue originale : anglais
- Format : couleur (DeLuxe) — 1,66:1 — 35 mm  — son mono
- Genre : drame
- Durée : 110 minutes
- Dates de sortie : 
  - Royaume-Uni : 1er juillet 1971
  - France : 22 septembre 1971
- Affiche : Jouineau Bourduge (France)

## Distribution
Sauf indication contraire, les informations mentionnées dans cette section peuvent être confirmées par la base de données cinématographiques IMDb,  présente dans la section « Liens externes ».
- Peter Finch (VF : Marc Cassot) : Dr Daniel Hirsh
- Glenda Jackson (VF : Perrette Pradier) : Alex Greville
- Murray Head (VF : Yves-Marie Maurin) : Bob Elkin
- Maurice Denham : M. Greville, le père d'Alex
- Peggy Ashcroft (VF : Henriette Marion) : Mme Greville, la mère d'Alex
- Bessie Love (VF : Lita Recio) : l'opératrice téléphonique
- Tony Britton (VF : Serge Nadaud) : George Harding
- Frank Windsor (en) (VF : Jacques Torrens) : Bill Hodson
- Vivian Pickles (VF : Julia Dancourt) : Alva Hodson
- Kimi Tallmadge : Lucy, l'ainée des enfants Hodson
- Emma Schlesinger (nièce du réalisateur âgée de 4 ans)[1] : une enfant des Hodson
- Harold Goldblatt (en) : le père de Daniel
- Robert Rietti (VF : Raoul Curet) : le frère de Daniel
- Robin Presky : Jonathan, le neveu de Daniel, qui célèbre sa bar-mitsva
- Daniel Day-Lewis : l'un des 3 jeunes (celui au foulard rouge) qui vandalisent avec un tesson de bouteille les voitures garées devant l'église locale
- Caroline Blakiston (VF : Paule Emanuele) : la femme au canotage

## Distinctions
Sauf indication contraire, les informations mentionnées dans cette section peuvent être confirmées par la base de données cinématographiques IMDb,  présente dans la section « Liens externes ».

### Récompenses
- NYFCC Awards 1971 : meilleur scénario à Penelope Gilliatt
- British Academy of Film and Television Arts (BAFTA) 1972 :
  - Meilleur film pour John Schlesinger
  - Meilleure réalisation pour John Schlesinger
  - Meilleur acteur pour Peter Finch
  - Meilleure actrice pour Glenda Jackson
  - Meilleur montage pour Richard Marden
- Prix David di Donatello 1972 : meilleur film étranger pour John Schlesinger
- Golden Globes 1972 : meilleur film étranger (en anglais)
- National Society of Film Critics Awards 1972 :
  - Meilleur acteur pour Peter Finch
  - Meilleur scénario pour Penelope Gilliatt
- Prix du Cercle des critiques de film de Londres 1972 : meilleur scénario original britannique pour Penelope Gilliatt
- Writers Guild of America Awards 1972 : meilleur drame écrit pour le cinéma pour Penelope Gilliatt

### Sélection
- Mostra de Venise 1971 : sélection officielle[2]